# Typhloscolecidae
Typhloscolecidae é uma família de poliquetas pertencente à ordem Phyllodocida.
Géneros:
- Acicularia Langerhans, 1877
- Nuchubranchia Treadwell, 1928
- Plotobia Chamberlin, 1919
- Sagitella Wagner, 1872
- Travisiopsis Levinsen, 1885
- Typhloscolex Busch, 1851